# Stanegate
La Stanegate (anglosassone: "strada di pietra") era un'importante strada romana che correva lungo il lato meridionale del Vallo di Adriano, nell'Inghilterra del nord. Collegava due forti a guardia di importanti attraversamenti fluviali: Luguvallium (Carlisle) sul fiume Eden ad ovest e Corsopitum (Corbridge) sul fiume Tyne  ad est,  all'incrocio con la Dere Street.
La strada, contrariamente agli usi romani che volevano le strade dritte e livellate, era leggermente tortuosa e passava su colline ed avvallamenti perché il suo percorso seguiva le vallate dei fiumi Tyne ed Irthing..

## Storia
Probabilmente la strada fu costruita nel 77-85 d.C. sotto il governatore Gneo Giulio Agricola nelle retrovie della frontiera dell'epoca tra i fiumi Forth e Clyde: prova di questo è la distanza tra i forti più vecchi di una giornata di marcia (14 miglia romane pari a 20,7 km), sufficiente per una strada strategica non di confine.
Quando nel 105 d.C. - al tempo dell'Imperatore Traiano - i Romani si disinteressarono della Caledonia e la zona dello Stanegate divenne frontiera, vennero edificati alcuni nuovi forti (come Newbrough, Magnis e Brampton Old Church) in modo che la distanza da percorrere tra uno e l'altro fosse solo di mezza giornata di marcia. Più tardi furono aggiunti anche altri forti minori.
Nel Medioevo fu costruita nei pressi dello Stanegate la strada di Carlisle (o Carelgate) che si deteriorò nel tempo. Nel 1752 venne quindi costruita una strada militare dal generale George Wade.

## Struttura
La struttura della strada era simile a quella classica: la larghezza era circa 6,5 metri e i canali di scolo erano coperti. La base di fondazione era ciottolato spesso 15 cm ricoperto da 25 cm di ghiaia.
. Forse la strada continuava verso ovest fino all'estuario del Solway nei pressi della cittadina di Kirkbride, e verso est fino alla città di Newcastle, ma le prove non sono attualmente sufficienti a dimostrarlo.

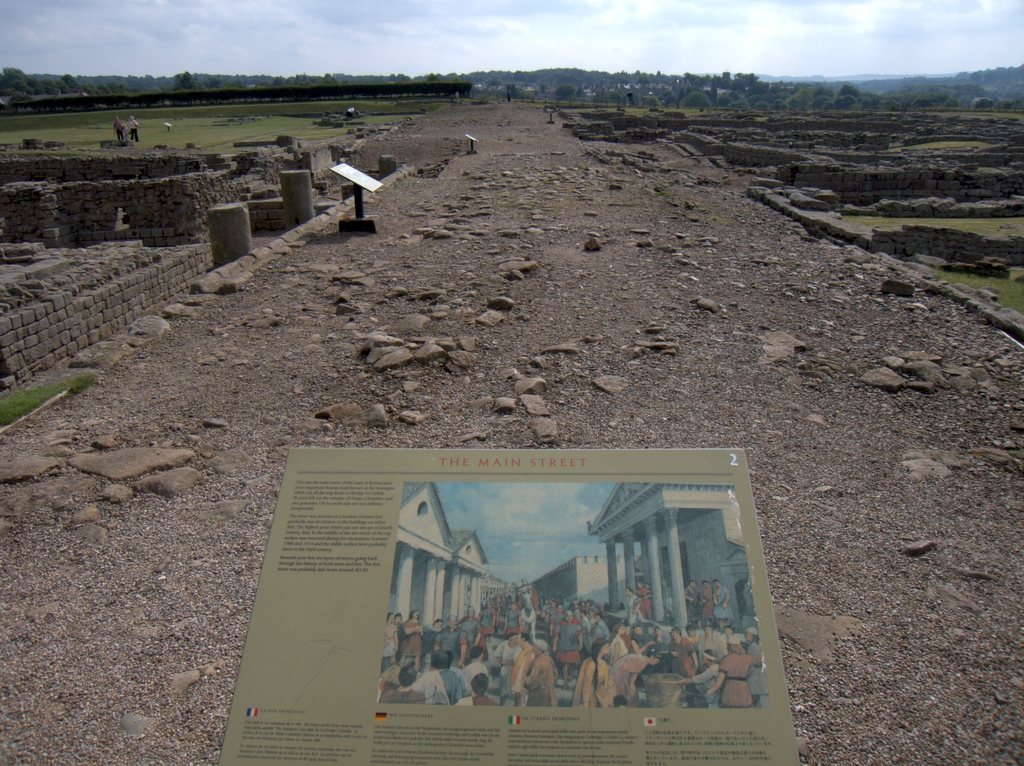
Lo Stanegate vicino a Corbridge.

## Lista di forti lungo lo Stanegate
- Corstopitum (Corbridge)
- Newbrough (forte minore)
- Vindolanda (Chesterholm)
- Haltwhistle Burn (forte minore)
- Magnis (Carvoran)
- Throp (forte minore)
- Nether Denton
- Castle Hill Boothby (forte minore)
- Brampton Old Church
- Luguvallium (Carlisle)
- (possibilmente Kirkbride)